# Пивное сусло

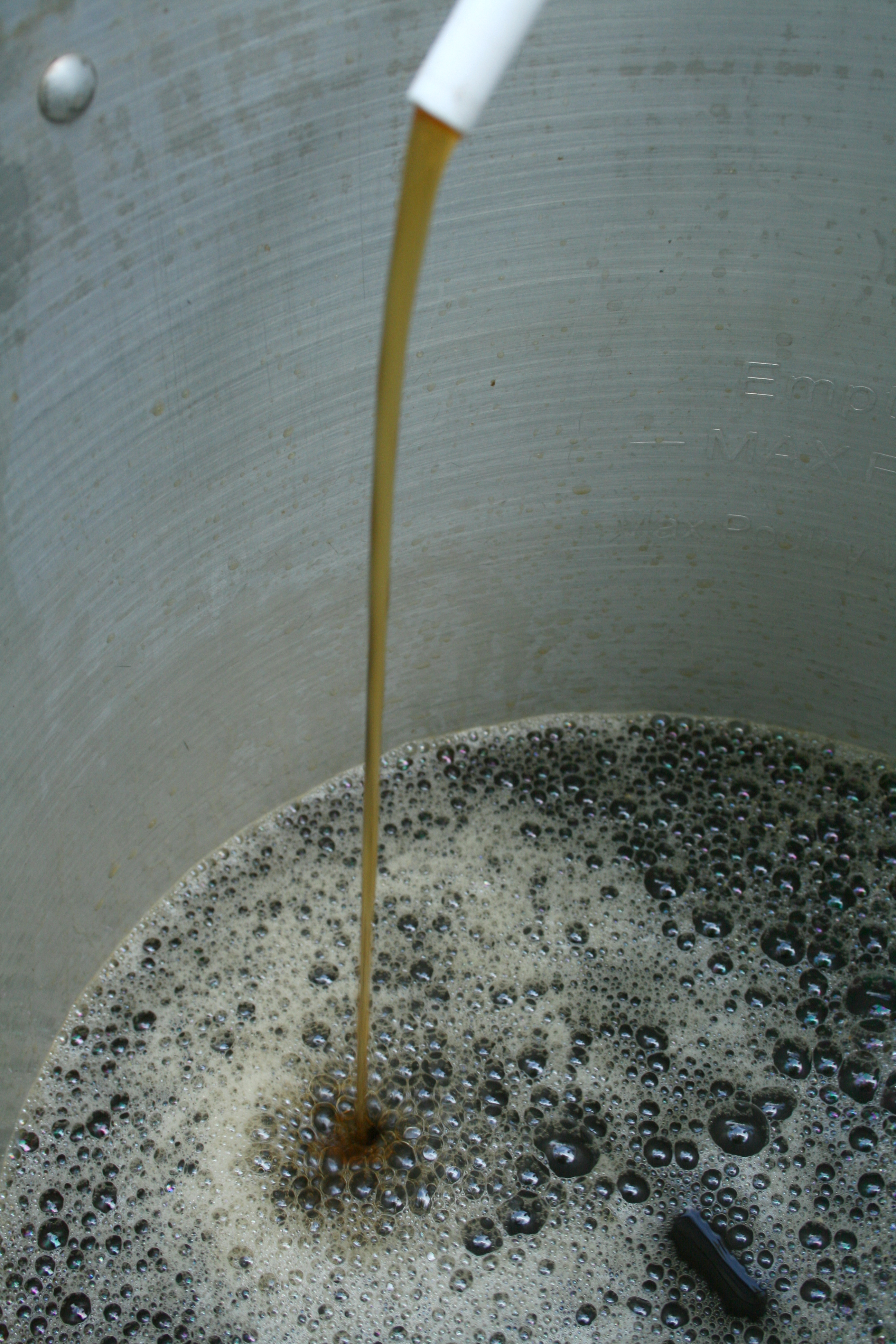
Сусло

Пивное сусло в пиво- и квасоварении — водный раствор экстрактивных веществ растительного сырья или солода, предназначенный к сбраживанию.
Пивное сусло получают затиранием — смешиванием дробленого солода с водой и подогревом полученной смеси.
От качества ингредиентов, применяемых для сусла, зависит вкус и качество пива.

## Приготовление
Приготовление сусла состоит из нескольких этапов:
- дробление солода
- затирание дробленого солода с водой в специальном котле.
- нагревание
- фильтрация